# Championnat de Yougoslavie de football 1930
Navigation
Saison précédente Saison suivante
La saison 1930 du Championnat de Yougoslavie de football était la huitième édition du championnat de première division en Yougoslavie. Six clubs prennent part à la compétition et sont regroupées en une poule unique où ils affrontent deux fois leurs adversaires, à domicile et à l'extérieur.
C'est le club du Concordia Zagreb, formé par les joueurs de l'ancien club du HASK Zagreb, qui remporte la compétition, en terminant en tête du classement final du championnat avec deux points d'avance sur un duo composé du SK Jugoslavija et du Hajduk Split. C'est le tout premier titre de champion de Yougoslavie de l'histoire du club.

## Les clubs participants
| - Concordia Zagreb - Hajduk Split - BSK Belgrade - SK Jugoslavija - Slavija Sarajevo - Slavija Osijek |

## Compétition

### Classement
Le classement est effectué en utilisant le barème classique (victoire à 2 points, match nul un point, défaite zéro point).
| Rang | Équipe           | Pts | J  | G | N | P | Bp | Bc | Diff |
| ---- | ---------------- | --- | -- | - | - | - | -- | -- | ---- |
| 1    | Concordia Zagreb | 15  | 10 | 6 | 3 | 1 | 25 | 15 | +10  |
| 2    | SK Jugoslavija   | 13  | 10 | 5 | 3 | 2 | 23 | 13 | +10  |
| 3    | Hajduk Split (T) | 13  | 10 | 5 | 3 | 2 | 21 | 17 | +4   |
| 4    | BSK Belgrade     | 12  | 10 | 5 | 2 | 3 | 26 | 16 | +10  |
| 5    | Slavija Sarajevo | 6   | 10 | 2 | 2 | 6 | 15 | 23 | -8   |
| 6    | Slavija Osijek   | 1   | 10 | 0 | 1 | 9 | 6  | 32 | -26  |

|  | Champion de Yougoslavie 1930 |
|  | (T) : Tenant du titre        |

## Bilan de la saison
| Championnat de Yougoslavie de football 1930                             |                              |
| Champion                                                                | Concordia Zagreb (1er titre) |
| Promotions et relégations                                               |                              |
| Promus en Prva Liga                                                     | Aucun                        |
| Relégués en Championnat de Yougoslavie de football de deuxième division | Aucun                        |